# Куевас дел Кампо
Куевас дел Кампо (на испански: Cuevas del Campo) е населено място и община в Испания. Намира се в провинция Гранада, в състава на автономната област Андалусия. Общината влиза в състава на района (комарка) Баса. Заема площ от 97 km². Населението му е 1821 души (по данни към 1 януари 2017 г.). Разстоянието до административния център на провинцията е 32 km.